# Sojombo

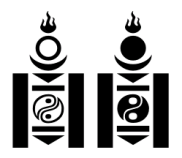
Dvě varianty symbolu Sojombo

Sojombo (někdy též Sojomba) je starý ideogram, symbolizující nezávislost, jehož původ lze najít ve staré Indii a Tibetu. Jeho počátky jsou úzce spjaty s lamaismem.
Nejznámějším zobrazením sojomba je mongolská vlajka.

Mongolská vlajka Poměr stran: 1:2
Rozměry sojomba na mongolské vlajce
Mongolský státní znak

## Symbolika
Jednotlivé prvky sojomba (ve vexilologickém názvosloví figury) mají na mongolské vlajce symbolický až mystický význam.
Zcela nahoře je symbol ohně (mongolsky gal), představující štěstí, spokojenost či rodinný krb. Jeho tři plameny symbolizují minulost, přítomnost a budoucnost. Pod ohněm jsou symboly slunce a měsíce (nar a sar), které představují svět, věčnost a odkaz na pre-buddhistickou podstatu náboženství Mongolů. Slunce je "matkou" a srpek měsíce "otcem" Mongolska. Rovnoramenný trojúhelník (gurvaldžin) (níže je ještě jeden) s vrcholem směřujícím dolů symbolizuje šíp či kopí obrácené hrotem k zemi, což v mongolské symbolice znamená "smrt nepříteli". Následuje úzký obdélník (tegš öncögt) (níže je zase ještě jeden) symbolizující rovné stepi (celiny) a přímočarost, spravedlnost a čestnost. Pod obdélníkem je Jin a Jang (arga bileg), symbol doplňujících se protikladů (černá a bílá, oheň a voda, teplo a chlad, muž a žena, nebe a země atd.). V mongolské symbolice jde o dvě ryby (dzagas) a rozum a moudrost. Následují, již výše zmíněné, obdélník a trojúhelník. Po obou stranách symbolů jsou dva obdélníky připomínající dva pilíře. Ty symbolizují pevnost a tvrdost (dle jiných výkladů poctivost a spravedlnost) a staré mongolské přísloví: "Dva přátelé jsou silnější než kamenná hradba". To zobecňuje moudrost, že jednota mongolského lidu je základem síly národa.

## Použití symbolu
Sojombo se kromě mongolské vlajky a mongolského státního znaku vyskytuje i na vlajce a znaku Burjatska, republiky Ruské federace v Sibiřském federálním okruhu nebo na vlajce, již zaniklého, Aginského burjatského autonomního okruhu.
Dále je na vlajce Lidové strany Vnitřního Mongolska, autonomní oblasti Vnitřní Mongolsko na severu Čínské lidové republiky. Strana sídlí mimo Čínu v New Jersey v USA.
Sojombo je použito i na mongolské měně Tugrik (₮).

Burjatská vlajka Poměr stran: 1:2
Burjatský znak
Vlajka Aginského burjatského autonomního okruhu (2001–2008) Poměr stran: 2:3
Vlajka Lidové strany Vnitřního Mongolska Poměr stran: 2:3